# Leonid Michiejew
Leonid Michajłowicz Michiejew, ros. Леонид Михайлович Михеев (ur. 1884, zm. 1962 w USA) – rosyjski inżynier wojskowy (pułkownik), korpuśny inżynier w Rosyjskim Korpusie Ochronnym podczas II wojny światowej.
Ukończył korpus kadetów w Orenburgu, zaś w 1904 r. – Nikołajewską Szkołę Inżynieryjną. Służył jako podporucznik podczas wojny rosyjsko-japońskiej w latach 1904–1905. Od 1907 do 1910 r. studiował na akademii inżynieryjnej, po czym służył w wojskach inżynieryjnych. 
Brał udział w I wojnie światowej. Był oficerem w sztabie generał-inspektora lotnictwa, gdzie opracowywał metody kartografii lotniczej oraz prowadził kursy szkoleniowe z tej dziedziny. Doszedł do stopnia pułkownika. Na początku 1918 r. przybył nad Don, przystępując do białych. Został szefem zarządu inżynieryjnego przy sztabie wojskowym Wojska Dońskiego. Następnie był inżynierem wojskowym w Nowoczerkasku. Po odwrocie wojsk białych na Krym objął dowodzenie pułkiem technicznym Kozaków dońskich. 
Po ewakuacji z Krymu w listopadzie 1920 r., przebywał na wyspie Limnos, a w 1921 r. zamieszkał w Królestwie SHS. Pracował jako inżynier. W okresie II wojny światowej podjął współpracę z Niemcami. Służył w Rosyjskim Korpusie Ochronnym jako korpuśny inżynier. Po zakończeniu wojny zamieszkał w zachodnich Niemczech. W 1949 r. przeniósł się do USA, gdzie zmarł w 1962 r.